# Адамов (Бланско)
Адамов (чеш. Adamov) град је у Чешкој Републици. Град се налази у управној јединици Јужноморавски крај, у оквиру којег припада округу Бланско.

## Становништво
Према подацима о броју становника из 2014. године град је имао 4.576 становника.